# دومستیسین
دومستیسین (انگلیسی: Domesticine) یک آنتاگونیست گیرنده α1D-آدرنرژیک است.